# Phytoliriomyza brunofasciata
Phytoliriomyza brunofasciata (лат.) — вид мелких минирующих мух рода Phytoliriomyza из подсемейства Phytomyzinae (Agromyzidae, Diptera). Находки зарегистрированы из Японии (Хоккайдо, Хонсю).

## Описание
Среднеразмерный жёлтый вид (длина крыла 1,9—2,2 мм) с темно-жёлтым щитиком с медиальной и двумя парами серых полос, чёрным 1-м члеником жгутика, жёлтым максиллярным щупиком, жёлтыми жужжальцами и жёлтыми ногами. Эпандрий самца внутри-латерально с длинной бугорковидной щетинкой, а внутри-базально с гребнем, состоящим из 5—7 длинных сросшихся бугорковидных щетинок. Личинка минирует таллом печёночного мха Conocephalum salebrosum, C. orientalis и C. purpureorubrum. Места обитания этого вида — берега ручьёв и мезические склоны в лиственных лесах прохладной умеренной зоны с преобладанием Fagus crenata, Cercidiphyllum japonicum и Quercus crispula. Вид является унивольтинным, взрослые особи выходят из перезимовавших куколок весной. Вид был впервые описан в 2022 году японским энтомологом Макато Като (Киотский университет, Киото, Япония). Название таксона (brunus = коричневый, fascia = полоса) относится к коричневым полосам на скутуме.